# Hippacris
Hippacris is een geslacht van rechtvleugeligen uit de familie veldsprinkhanen (Acrididae). De wetenschappelijke naam van dit geslacht is voor het eerst geldig gepubliceerd in 1875 door Scudder.

## Soorten
Het geslacht Hippacris omvat de volgende soorten:
- Hippacris arieticeps Saussure, 1884
- Hippacris crassa Scudder, 1875
- Hippacris diversa Rehn & Rehn, 1944
- Hippacris ephippium Pictet & Saussure, 1887
- Hippacris immaculata Descamps, 1984